# Ruggiero Ricci

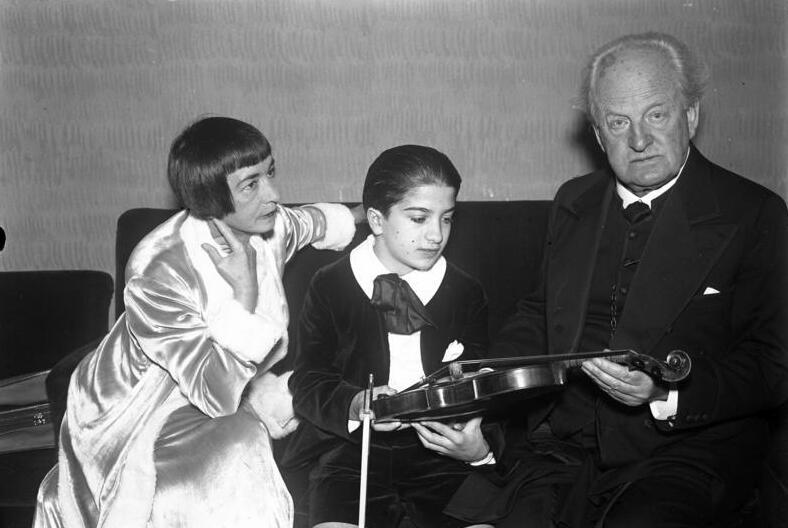
Ruggerio Ricci in 1932 in Berlijn met Nobelprijswinnaar Gerhard Hauptmann

Ruggiero Ricci (San Bruno, 24 juli 1918 - Palm Springs, 6 augustus 2012) was een Amerikaans violist, vooral bekend door zijn interpretaties van werk van Paganini.

## Levensloop
Hij was een zoon van Italiaanse migranten die hem de voornamen Woodrow Wilson gaven, maar hij ging door het leven met de voornaam Ruggiero. Zijn jongere broer, George Ricci (1923-2010), aan wie de ouders de voornamen George Washington gaven, werd cellist. Hun zus Emma werd eveneens violiste en speelde in het orkest van de New York Metropolitan Opera.
Als jonge knaap leerde zijn vader hem de viool bespelen. Toen hij zeven werd, ging hij studeren bij Louis Persinger en Elizabeth Lackey. Later zou Persinger hem gedurende vele jaren begeleiden op de piano.
Ricci was 10 toen hij zijn eerste concert gaf in San Francisco, waarbij hij werk speelde van Wieniawski en Vieuxtemps. Hij had succes en werd als een wonderkind bestempeld.
Hij was dertien toen hij voor het eerst speelde met een orkest, waarbij hij als solist het vioolconcerto van Mendelssohn speelde. Kort daarop trad hij voor het eerst op in Carnegie Hall.
In de jaren dertig verbleef hij in Berlijn en studeerde er bij Georg Kulenkampff, Michel Piastro en Paul Stassevich.
Tijdens de Tweede Wereldoorlog behoorde hij tot het Amerikaans leger en werkte er als "entertainment specialist".
In 1947 nam hij als eerste de volledige 24 Caprices voor vioolsolo van Paganini op.
Hij begon zich te specialiseren in werk van negentiende-eeuwse componisten dat hij in archieven ontdekte. Hieronder bevond zich werk van Gottfried von Einem, Carlos Veerhoff en Alberto Ginastera.

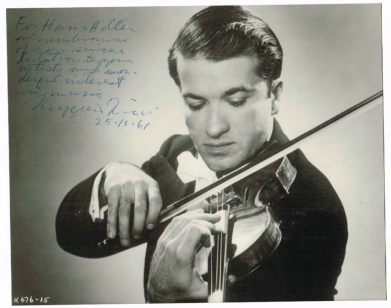
Ruggiero Ricci, 1961

Tijdens een solocarrière die zeventig jaar overspande gaf Ricci meer dan zesduizend concerten en nam deel aan vijfhonderd platenopnamen.
Hij doceerde viool aan de Indiana University, de Juilliard School, de University of Michigan, het Mozarteum in Salzburg. Hij gaf ook talrijke master classes in de Verenigde Staten en in Europa.
Hij was 94 toen hij aan hartfalen overleed.

## Collectie
Ricci was in het bezit van heel wat kostbare violen:
- een Guarneri Del Gesù bekend onder de naam van een vroegere eigenaar als de Bronisław Huberman (1734),
- een Lorenzo Storioni,
- een Luiz Bellini,
- een Joseph Curtin,
- een Gregg Alf,
- een David Bague,
- een paar Regazzi-violen.

Hij had ook nog van de stad Genua een Guarneri in leen, gekend onder de naam Il Cannone.

## Publicaties
- Left Hand Violin Technique, een pedagogisch werk voor viool, Uitgeverij G. Schirmer.
- Ricci on glissando, 2007.

## Voetnoten
1. ↑  Ruggiero Ricci Dies at 94; Prodigy Whose Violin Mastery Grew", The New York Times, 9 August 2012
2. ↑  "Ruggiero Ricci", The Daily Telegraph, 9 september 2012.
3. ↑   De eerste versie hiervan was die van Ferdinand David en Ossy Renardy voor viool en piano in 1940.
4. ↑  "Ruggiero Ricci, 94; violinist mastered wide range of music".

- Bibsys: 2070568
- Biblioteca Nacional de España: XX876654
- Bibliothèque nationale de France: cb13898970d (data)
- CiNii: DA12028120
- Gemeinsame Normdatei: 12435257X
- International Standard Name Identifier: 0000 0001 1455 6534
- Library of Congress Control Number: n82136836
- Nationale Bibliotheek van Letland: 000057735
- MusicBrainz: e86890da-bc10-4732-8b07-f5cc749b9028
- Nationale Bibliotheek van Tsjechië: pna2005301643
- Nationale bibliotheek van Australië: 35712758
- Nationale Bibliotheek van Israël: 987007396770105171
- Nationale en Universitaire bibliotheek Zagreb: 000095354
- Nederlandse Thesaurus van Auteursnamen: 107728761
- SNAC: w65x2hz6
- Système universitaire de documentation: 080085288
- Trove: 1053524
- Virtual International Authority File: 116537585
- WorldCat: E39PBJhhr934GTHCTyHVWQJRrq